# Kalvínský kostel (Košice)
Kalvínský kostel (nebo také Reformovaný kostel) je kostel postavený v klasicistním slohu v košické městské části Staré Mesto v Hrnčiarské ulici v blízkosti Miklušovy věznice.

## Historie
Kostel reformované církve byl vystavěn v letech 1805–1811. Ještě předtím byl na jeho místě v Hrnčiarské ulici, které se dnes přezdívá Ulička starých řemesel, do městských hradeb vestavěn třípodlažní vojenský sklad. Kdysi na tomto místě stála jedna z pěti městských bran, zvaná Malovaná. Brána byla chráněna nedalekou Katovou baštou.

## Architektura
Interiér kostela je zařízen velmi jednoduše. Jedinou výjimkou jsou vzácné bohoslužebné nádoby, které si košičtí reformovaní věřící přinesli ze svého předchozího, dnes již zaniklého dřevěného kostela, který stál na Moldavské cestě. Za pozornost stojí také klasicistní kazatelna a varhany z roku 1813.
Po více než 40 letech dostal kostel novou fasádu a 27 metrů vysokou věž. Tehdejší městská rada věnovala na věž také pozlaceného kohouta z roku 1689, který shlížel na město z věže Dómu svaté Alžběty v době, kdy tento patřil reformované církvi. Vzácný kohout, symbol bdělosti reformovaných věřících, přežil další (tentokrát novorománskou) přestavbu v roce 1895, kdy byla věž zvýšena na 40 metrů. Kostel je viditelný z různých ulic, například z Hlavní, Mlýnské nebo Hrnčířské. Kostel pojme 800 lidí, což je asi pětina všech kalvinistů žijících ve městě.

## Současnost
Kalvínský kostel je od 90. let 20. století jednou ze zastávek ekumenického pašijového procesí. To se v Košicích pořádá každoročně na Velký pátek, přičemž prochází před kostely většiny z deseti registrovaných církví ve městě.

## Galerie

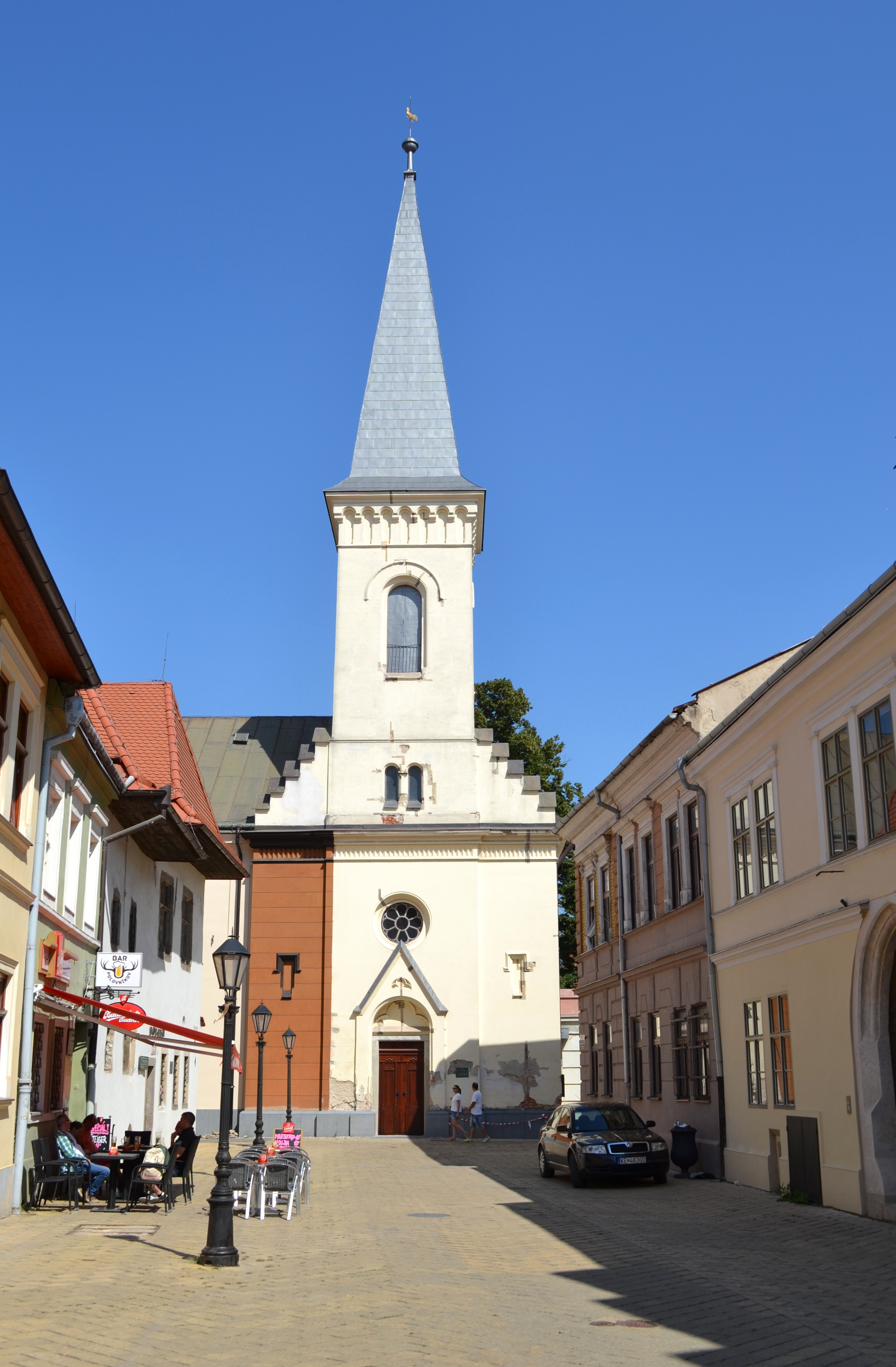
Pohled na kostel z Univerzitní ulice
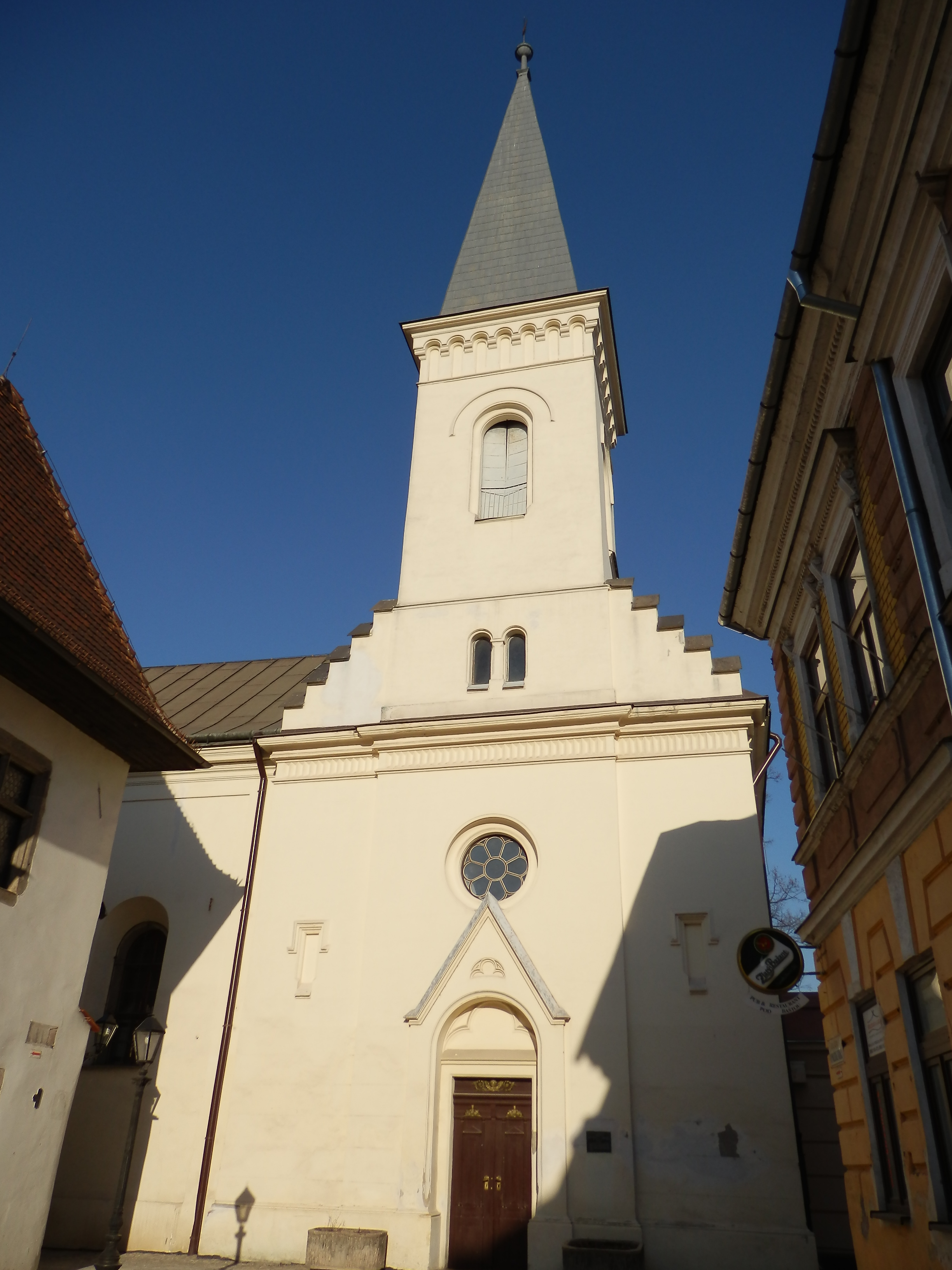
Kostel před rekonstrukcí
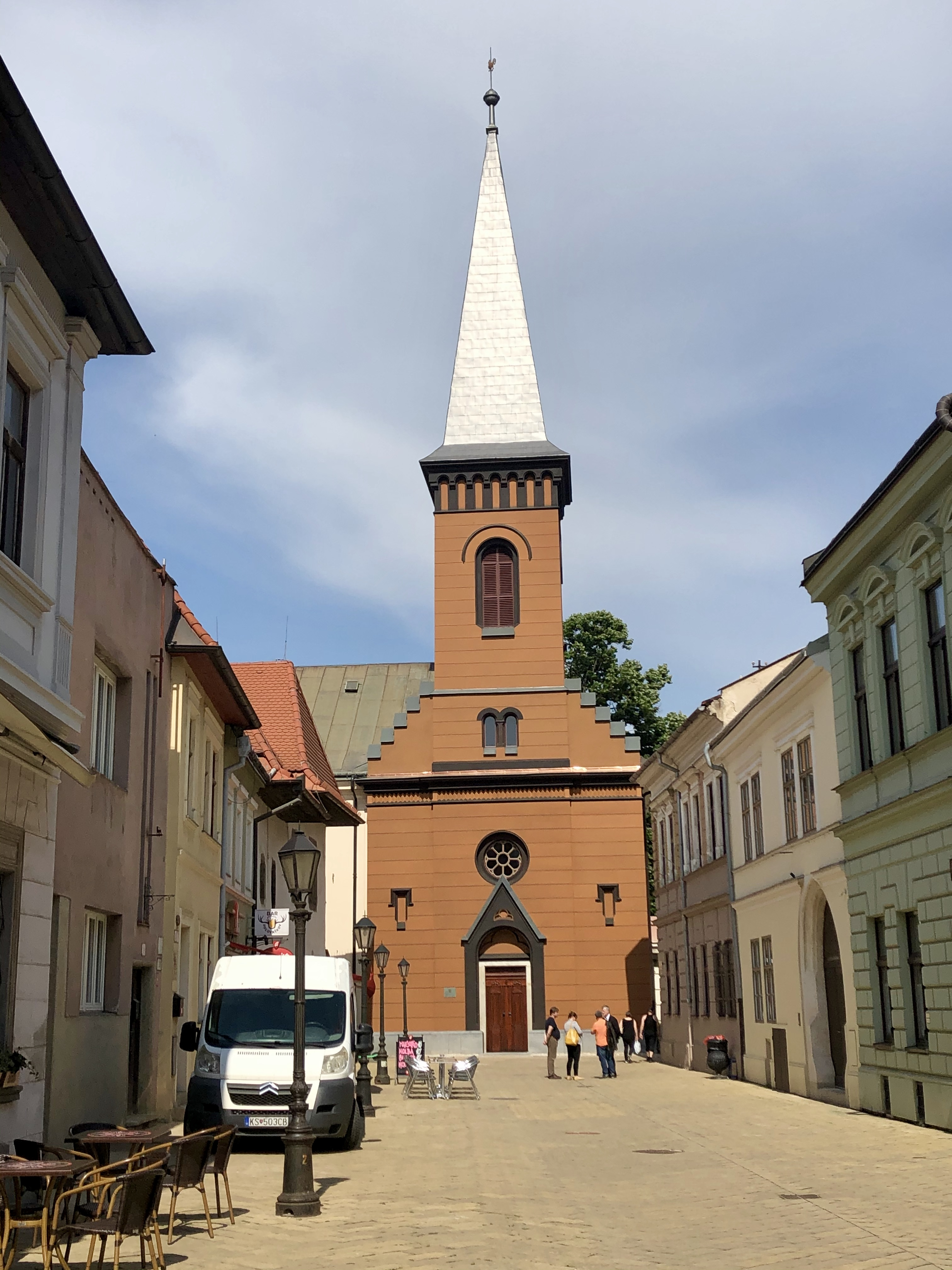
Kalvínský kostel
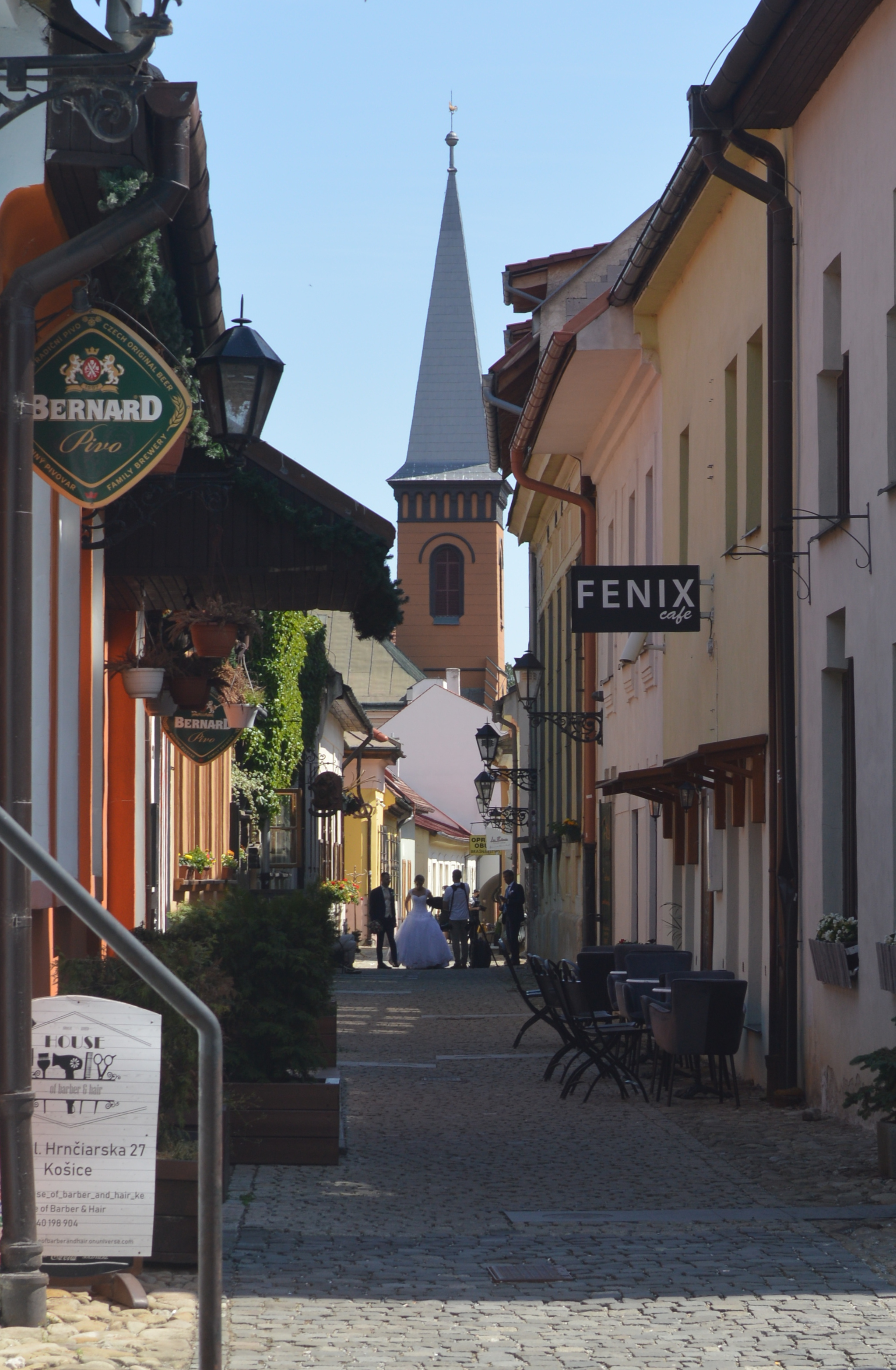
Pohled na kostel z Hrnčířské ulice
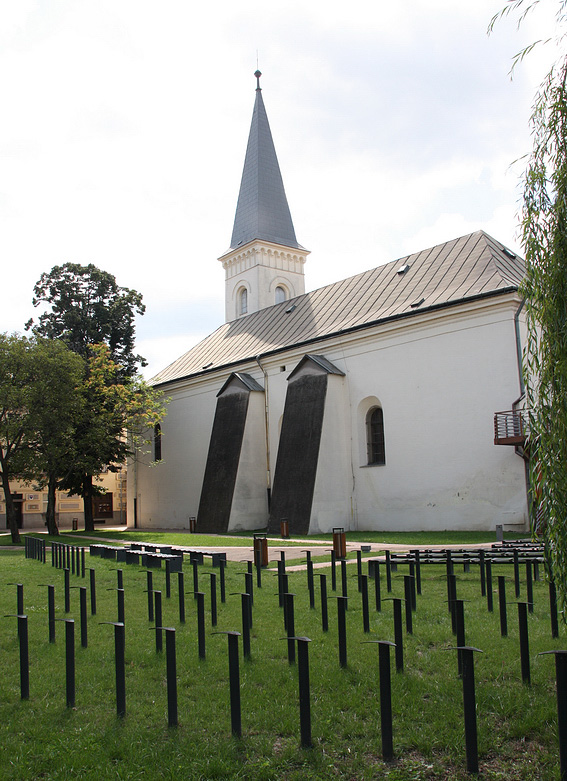
Kalvínský kostel